# Rameau descendant de l'artère occipitale
 (juillet 2025).
Si vous disposez d'ouvrages ou d'articles de référence ou si vous connaissez des sites web de qualité traitant du thème abordé ici, merci de compléter l'article en donnant les références utiles à sa vérifiabilité et en les liant à la section « Notes et références ».
Le rameau descendant de l'artère occipitale est une artère systémique paire de la tête. Il vascularise les muscles profonds et superficiels de la nuque.

## Origine
Le rameau descendant de l'artère occipitale est la branche la plus grande de l'artère occipitale.

## Trajet
Le rameau descendant de l'artère occipitale descend sur la nuque et se divise en une branche superficielle et une branche profonde.
La branche superficielle passe sous le muscle splénius en donnant des branches de vascularisation au muscle trapèze. Elle s'anastomose avec la branche ascendante du rameau superficiel de l'artère transverse du cou.
La branche profonde descend entre les muscles semi-épineux de la tête et semi-épineux du cou. Elle s'anastomose avec l'artère vertébrale et l'artère cervicale profonde issue du tronc costo-cervical.